# Ursula Island Game Refuge and Bird Sanctuary
Der Vogelschutzgebiet Ursula Island Game Refuge and Bird Sanctuary liegt 250 km südwestlich von Puerto Princesa, der Hauptstadt der Provinz Palawan, auf Ursula Island im Südwesten der Philippinen. Es wurde am 30. April 1970 mit dem Inkrafttreten des Präsidentenerlasses 14 eingerichtet. 
Das Ursula Island Game Refuge and Bird Sanctuary ist ein kombiniertes Jagd- und Vogelschutzgebiet, das ca. 20 km vor der Küste der Gemeinde Brooke’s Point liegt. Verwaltet wird die ca. 17,2 Hektar große Insel von der Gemeinde Bataraza. Die Vegetation auf der Insel besteht aus Flachlandregenwäldern und an der Küste liegen ausgedehnte Mangrovenwälder. Bis zum Jahr 2003 konnte die Insel von Touristen und Einheimischen besucht werden, seitdem ist Ursula Island für den Publikumsverkehr geschlossen. Die Maßnahme wurde mit der Störung der auf der Insel nistenden Brutpaare, illegalem Fischfang und dem Einschleppen invasiver Arten begründet. 
Von der Avifauna ist bekannt, dass die Zebraralle (Gallirallus torquatus), das Philippinenhuhn  (Megapodius cumingii) und die Graue Inselfruchttaube (Ducula pickeringii) auf der Insel leben. Die Bestände haben jedoch in den letzten siebzig Jahren einen starken Rückgang erlebt. Von ca. 150.000 auf der Insel lebenden Vögeln leben heute nur noch einige tausend auf der Insel. Die inzwischen auf der Insel vorkommende Gestreifte Bronzenatter (Dendralaphis caudolineatus) hatte einen dramatisch negativen Einfluss auf die Populationen der auf Ursula Island nistenden Vögel. 